# Güllaç

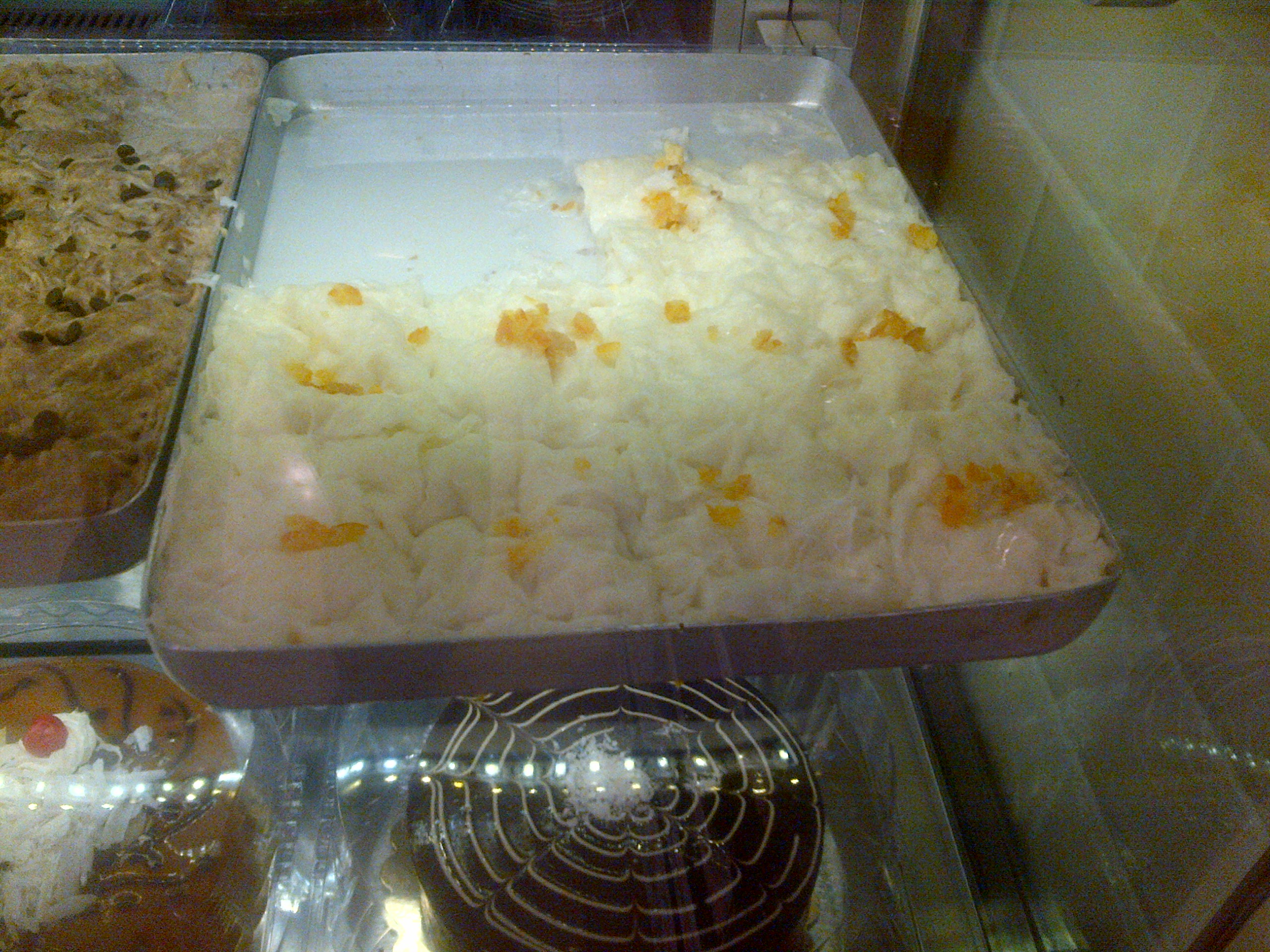
Güllaç en una vitrina d'Ankara durant el Ramadà de 2014.

El güllaç sòn unes postres tradicionals turcs fet amb llet, aigua de roses, magranes i unes yufkas especials de massa amb midó. Güllaç és un dolç molt lleuger i es consumeix especialment durant el Ramadà.
El güllaç també és el nom de la yufka que es fa servir per a fer aquestes postres, i les fulles de güllaç s'usaven per a elaborar altres plats dolços com güllaç lokması i güllaç baklavası, unes postres antigues de la cuina de l'època de l'Imperi Otomà a Turquia.